# 딩닝
딩닝(丁宁, 중화인민공화국 헤이룽장성 출신, 1990년 6월 20일 ~ )은 중화인민공화국의 여자 탁구 선수이다.